# Jazyky Somálska

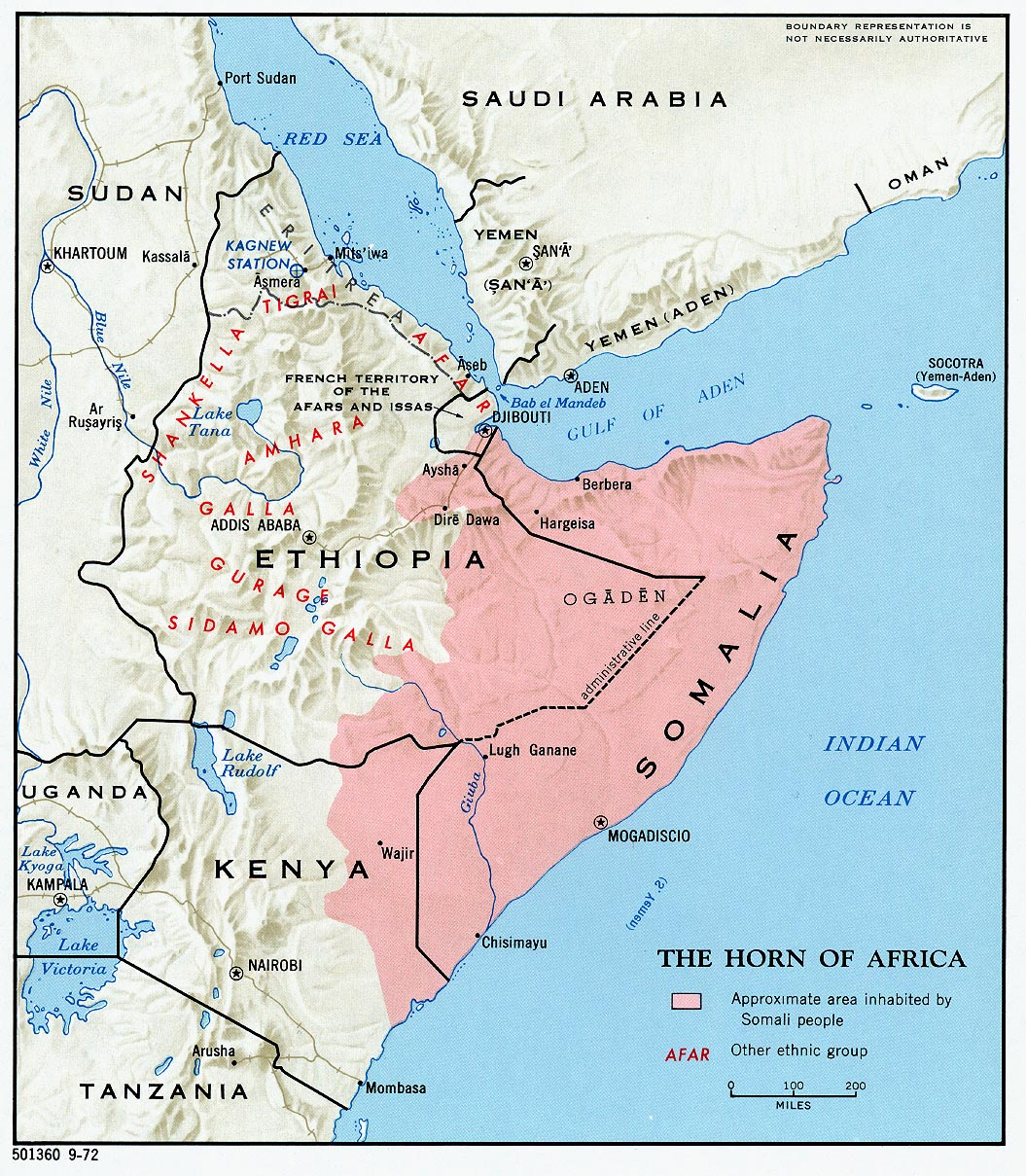
Mapa rozšíření somálštiny

V Somálsku se mluví více jazyky, nejrozšířenějším je somálština.

## Seznam jazyků používaných v Somálsku

### Somálština
Somálština (Af-Soomaali) je afroasijský kušitský jazyk. Je to hlavní jazyk Somálců. Mluví se jí téměř v celém Somálsku (krom toho se jí mluví i v Keni, Etiopii a Džibutsku). Píše se latinkou.
Somálsky mluví asi 85% obyvatel Somálska.

### Arabština
Arabština je také afroasijský jazyk a je druhý nejrozšířenější jazyk Somálska. Nejčastěji se zde používá jemenská arabština.

### Angličtina
Angličtina se používala v bývalém britském Somálsku (dnešní Somaliland). Nyní se často vyučuje na místních školách.

### Italština
Italština se používala v bývalém italském Somálsku, nyní ji ovládá hlavně starší generace.

### Somálský znakový jazyk
Somálskou verzi znakového jazyka vymyslela Annalena Tonelli. Vychází z keňského znakového jazyka. Používá se hlavně v Somalilandu.
Kromě Somálska se používá také v Džibutsku.

### Další používané jazyky

#### Somálské jazyky
Somálské jazyky se řadí mezi kušitské jazyky. Jsou rozšířené v celém africkém rohu. Kromě somálštiny se sem řadí i další jazyky.
Seznam somálských jazyků používaných v Somálsku (kromě somálštiny):
- Dabarre
- Garre
- Jiiddu
- Tunni
- Maay

#### Další jazyky
Dále se v Somálsku používají tyto jazyky:
- Boon, téměř vymřelý jazyk[7]
- Zigula[8] (v Somálsku znám pod názvem Mushunguli)[9]
- Svahilština, v Somálsku se používají tyto varianty svahilštiny:
  - Bajuni[10]
  - Baraawe[11]